# Адміністративний поділ Болгарії
В адміністративному відношенні Болгарія поділяється на 6 статистичних регіонів, які в свою чергу поділяються на 28 областей (адмінодинці I рівня).
Назви областей відповідають назвам їх адміністративних центрів. Місто Софія є адміністративним центром як Софійської області так і міської області Софія.

## Історія

### Під владою Османської імперії (1867—1878)
Відповідно до Закону про Вілаєти (1867) та Закону про вілаєтську адміністрацію (1871) територія Османської імперії поділяється на вілаєти, якими керується валі; санджак — мутесарафі; каазі — від каймаків.

### Під російським управлінням (1877—1879)
Після встановлення цивільної влади на нещодавно звільнених болгарських землях, російський імператорський комісар князь Володимир Черкаський залишив колишню адміністративно-територіальну структуру, виключаючи лише села, а решта адмінодиниць змінювали назви: санджаки стаали губерніями; каазі — повіти; нохії — селища або передмістя; меджліси — муніципалітети (міські та сільські). Під час Визвольної війни (1877—1878) було створено 8 губерній:
- Тулчанська губернія (1 липня 1877)
- Свиштовська губернія (існувала з 1 до 9 липня 1877)
- Тирновська губернія (1 липня 1877)
- Русенська губернія (9 липня 1877)
- Видинська (Раховська) губернія (16 листопада 1877)
- Софійська губернія (12 грудня 1877)
- Пловдивська губернія (1 лютого 1878)
- Сливенська губернія (19 лютого 1878)

### Східна Румелія (1879—1885)
Відповідно до Органічного статуту Східної Румелії (почав діяти з 14 квітня 1879 р. і до кінця 1885 р.), Округ адміністративно поділений на 6 департаментів (префектури, округи) та 28 кантонів (повітів):
1. Пловдивський департамент
2. Татарпазарджицький департамент
3. Старозагорський департамент
4. Хасковський департамент
5. Сливенський департамент
6. Бургаський департамент

### Князівство Болгарія (1879—1885)

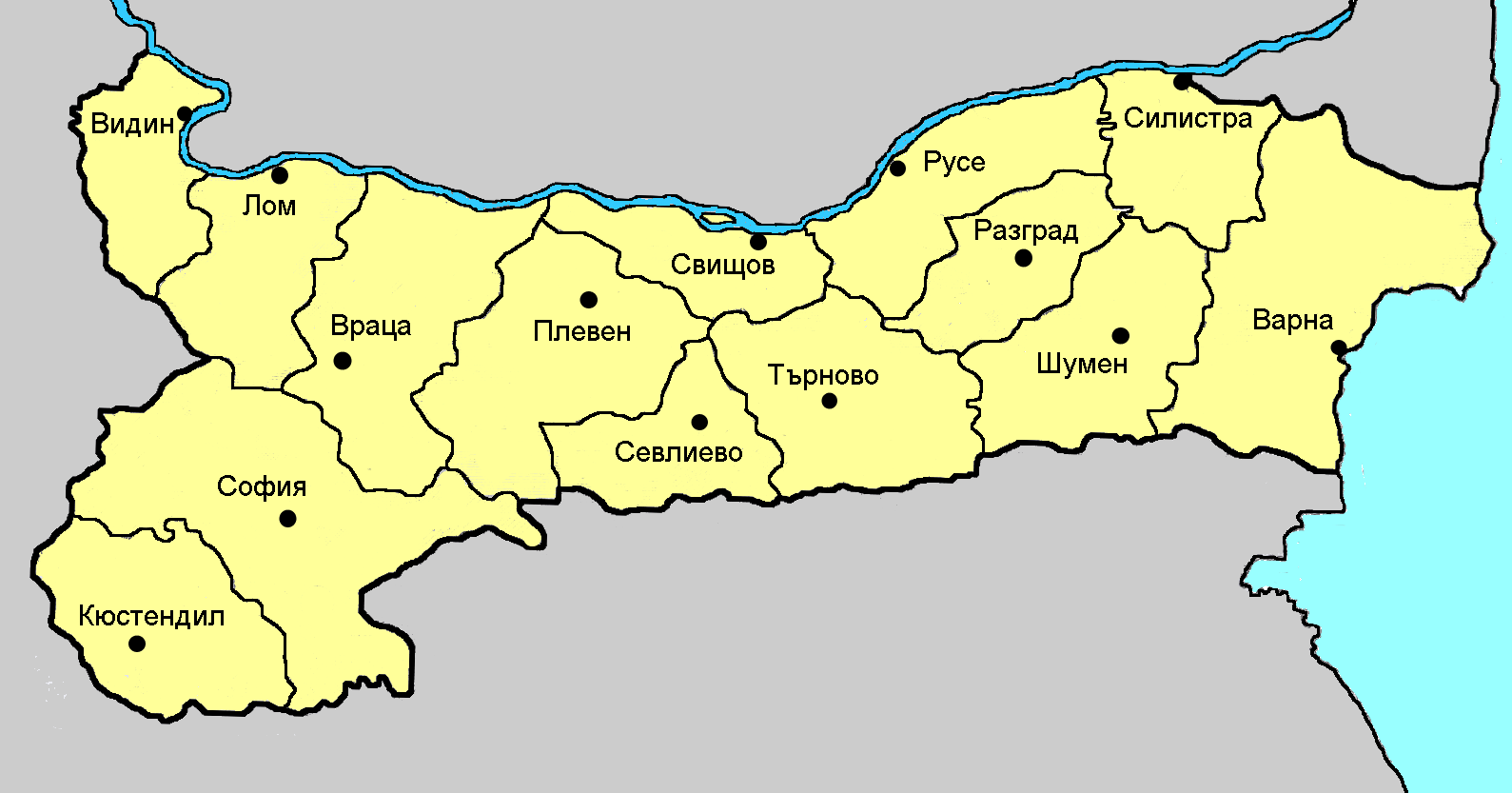
Округи Богарії станом на 1882 рік.

Згідно Указу № 317 от 26 червня 1880 г. виданого князем Александром I Князівство Болгарія було розділено на 21 повіт та 58 околиць.
1. Софійський повіт
2. Кюстендилський повіт
3. Тринський повіт
4. Видинський пові
5. Ломський повіт
6. Ряховський повіт
7. Берковицький повіт
8. Врачанський повіт
9. Орханійський повіт
10. Ловецький повіт
11. Плевенський повіт
12. Севлієвський повіт
13. Свиштовський повіт
14. Тирновський повіт
15. Разградський повіт
16. Русенський повіт
17. Ескіджумайський повіт
18. Сілістренський повіт
19. Шуменський повіт
20. Провадійський повіт
21. Варненський повіт

Указом № 537 від 28 липня 1882 р було прийнято Закон про адміністративний поділ, і країна була поділена на 14 округів та 56 повітів.

### Повіти Болгарії (1885—1901)

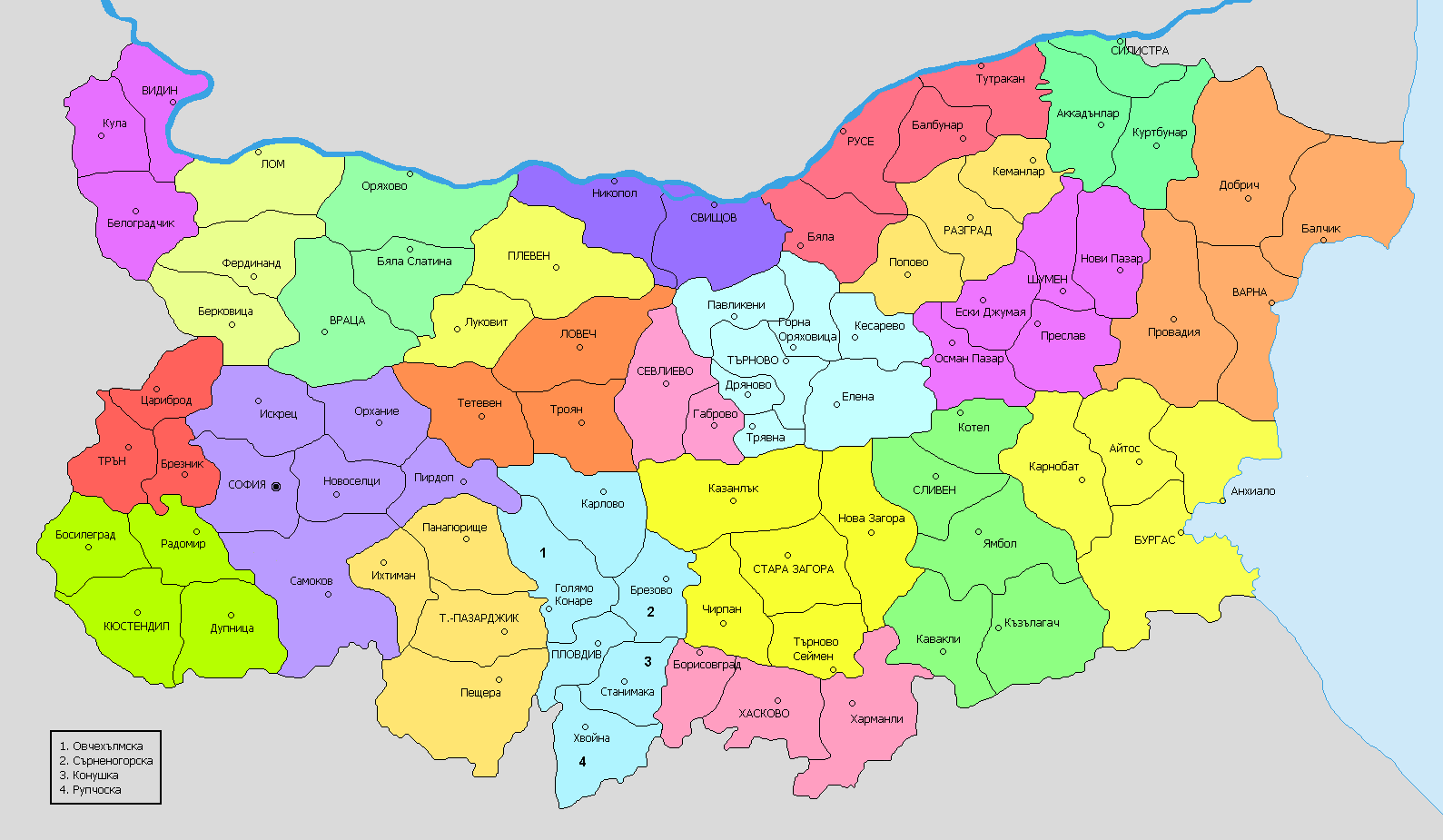
Адмінподіл Болгарії у 1885—1901 роках.

1. Софійський повіт
2. Тринський повітАдмінподіл Болгарії у 1885—1901 роках.
3. Кюстендилський повіт
4. Татарпазарджицький повіт
5. Пловдивський повіт
6. Старозагорський повіт
7. Хасковський повіт
8. Сливенський повіт
9. Бургаський повіт
10. Видинський повіт
11. Ломський повіт
12. Ряховський повіт
13. Врачанський повіт
14. Ловецький повіт
15. Плевенський повіт
16. Севлієвський повіт
17. Свиштовський повіт
18. Тирновський повіт
19. Разградський повіт
20. Сілістренський повіт
21. Русенський повіт
22. Шуменський повіт
23. Варненський повіт

### Області Болгарії (1901—1919)
Друга повна адміністративно-територіальна реформа в країні була здійснена в 1901 р., коли Указом № 236 від 16 травня 1901 р. було прийнято Закон про адміністративний поділ території держави (прийнятий 4 травня 1901 р.), Скасовуючи Акт про адміністративний поділ Князівства від 28 липня 1882 р. Згідно з новим законодавчим актом країна поділяється на 12 округів, 71 повіт та муніципалітети.
- Софійська (з попереднього Софійського району без кількох сіл з передмістя Іхтіман)

- Кюстендільська (з колишнього Кюстендильського району та частини Брезницького району)Округи (1901—1919)

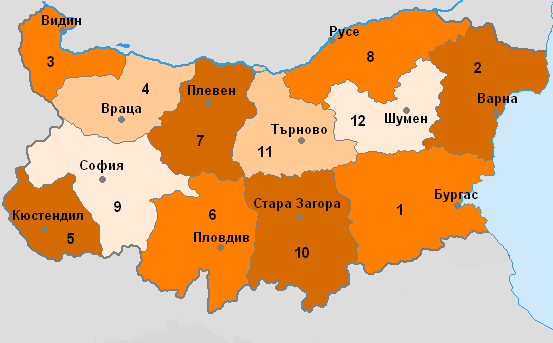
Округи (1901—1919)

- Пловдивська (Пловдив, Татарпазарджицький повіт та кілька сіл колишнього Іхтиманського району)

- Старозагорська (з колишнього старозагорського, хасковського районів та декількох сіл Кавакліського району)

- Бургаська (з попереднього Бургаського та Сливенського районів, без кількох сіл Кавакліського району)

- Варненська (з попереднього Варненського району, Куртбунарського району та декількох сіл з колишнього Новопазарського району)

- Шуменська (з колишнього Шуменського повіту, Поповського району та декількох сіл нинішнього Кесаровська)

- Русенська (з попереднього Руссе, Розградський район без Поповського району, Сілістра без Куртбунарського району)

- Тирновська (від колишнього Турнівського та Севлиєво без кількох сіл з нинішнього Кесаревського району)

- Плевенська

- Врачанська

- Видинська

У 1913 році було створено два нові округи
- Струмицький (нині в Республіці Північна Македонія);

- Гюмюрджинський (нині в Греції).

У 1913 році Базарджик (нині Добрич) та Сілістра стали адміністративними центрами двох районів Південної Добруджі в Королівстві Румунія — відповідно жудець Каліакра та жудець Дуростор, які залишалися в складі держави до 1916 р. та з 1919 р. по 1940 р., коли Південна Добруджа після підписання Крайовської угоди була повернута до Королівства Болгарія

#### Округи Королівства Болгарія, 1915—1918
Під час Першої світової війни були створені нові повіти, в тому числі на звільнених землях. Їх кількість змінювалася в ході війни, досягнувши 36 округів у вересні 1916 року:
- Софія

- Пирот (нині Сербія)

- Ниш (в наш час Сербія)

- Враньє (нині Сербія)

- Приштина (нині Косово)

- Куманово (нині в складі Македонії)

- Кюстенділ

- Призрен (в наш час в складі Косова)

- Тетово (в наш час у складі Македонії)

- Скоп'є (нині Македонія)

- Штип (нині Македонія)

- Струмиця (нині Македонія)

- Охрид (нині в складі Македонії)

- Битола (нині Македонія)

- Кавадарці (нині в складі Македонії)

- Серрес (нинішня Греція)

- Гюмюрджина (нині в складі Греції)

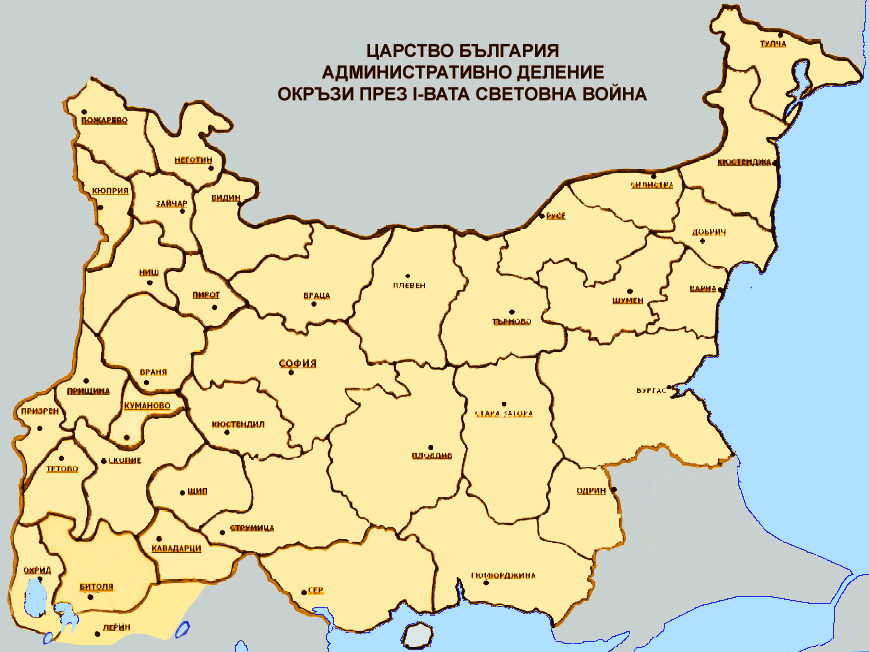
Округи Болгарії під час Першої Світової війни

- Округи Болгарії під час Першої Світової війниОдирн (нині Едірне, в складі Туреччини)

- Пловдив

- Стара Загора

- Бургас

- Варна

- Добрич

- Констанца (нині Румунія)

- Тулча (нині Румунія)

- Силістра

- Шумен

- Русе

- Тирново

- Плевен

- Враца

- Видин

- Неготин (нині в складі Сербії)

- Зайчар (нині Сербія)

- Кюпрія (нині Сербія)

- Позарево (нині Сербія)

### Області Болгарії (1919—1941)

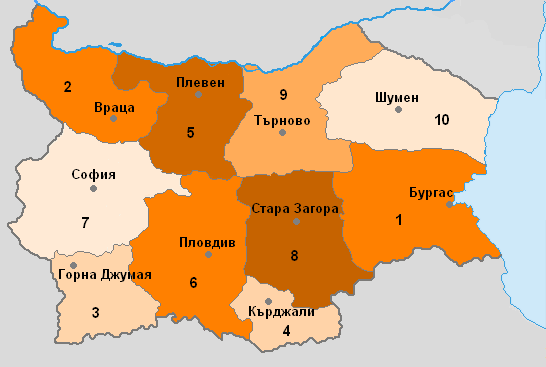
Області у вересні-грудні 1935 р.

У 1919 році, після завершення Першої Світової війни Царство Болгарія було розділене на 15 округів:
1. Софійський
2. Кюстендильський
3. Пловдивський
4. Старозагорський
5. Бургаський
6. Варненський
7. Шуменський
8. Русенський
9. Тирновський
10. Плевенський
11. Вратчанський
12. Видинський
13. Петрицький
14. Пашмаклійський
15. Мастанлійський
16. Хасковський (створений у 1922 році)

Після перевороту 19 травня 1934 р. в країні було проведено комплексну адміністративно-територіальну реформу, де існуючі округи об'єдналися в 7 нових областей на чолі з обласними управителями. Сформовані наступні області:

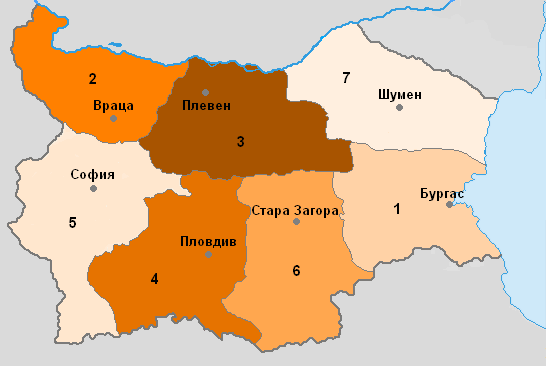
Області у 1934—1941 рр.

- Софійська — з колишнього Софійського, Кюстендильського районів та околиць Світріврачки, Горножумайської та Петрички з колишнього Петрицького району

- Пловдивська — з колишнього Пловдивського, Пашмаклійського повітів та Нейрокопійського та Розлогінського районів із колишнього Петрицького району

- Старозагорська — з колишнього Старозагорського, Хасковського та Мастанлійського повітів

- Бургаська — з колишнього Бургаського району

- Області у вересні-грудні 1935 р.Шуменська — з колишнього Шуменського, Рущуцького та Варненського повітів

- Плевенська — з колишнього Плевенського та Терновського районів

- Врачанська — з колишнього Врачанського та Видинського повітів

Через рік Указом-актом про внесення змін до адміністративно-територіального поділу Королівства, встановленого Королівським указом № 179 від 19 травня 1934 р., Оприлюдненим Указом від 20 вересня 1935 р. в адміністративно-територіальному поділі країни вносяться такі зміни:

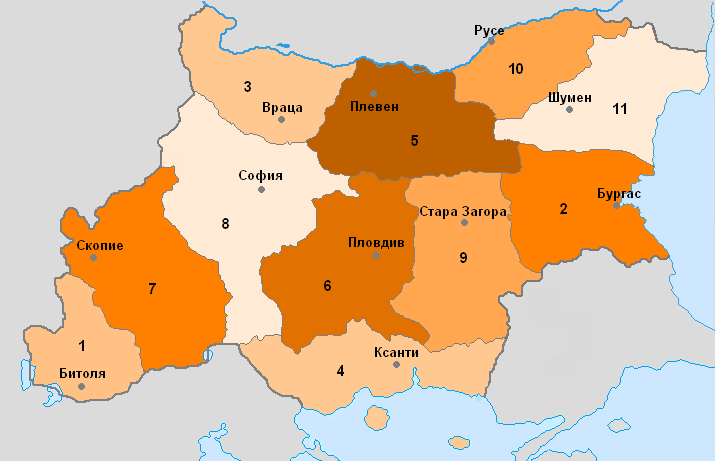
Області Болгарії у 1941—1944 рр.

- Області Болгарії у 1941—1944 рр.Формується нова Тирновська область, що включає такі райони: Габровський, Горнооряховський, Дряновський, Оленський, Свиштовський, Севлиївський та Турновський Плевенської області, а також Беленський, Кубратський та Рущуцький райони Шуменської області;

- Утворена Кирджалійська область що включає райони: Ардинський, Івайловградський, Крумовградський, Карджалівський та Момчилградський від Старозагорської області та Златоградський з Пловдивської області.

- Утворено Горноджумайську область, до якого входять райони: Горножумайський, Світріврацькийта Петрицький із Софійського району та Неврокопський та Розлогіцький райони з Пловдивської області.

Цей адміністративно-територіальний поділ залишився лише два місяці, коли він був скасований Указом-актом про скасування постанови-закону, що вносила поправки до адміністративно-територіального поділу Королівства, встановленого Королівським указом № 179 від 19 травня 1934 р., та оприлюдненого Указом № 512 від 11 грудня 1935, отож, територіальний поділ від 19 травня 1934 року залишився чинним у країні.
15 травня 1941 року було офіційно оголошено про входження до складу Болгарії Чорноморської Фракії та Вардарської Македонії. 26 липня наказом міністра внутрішніх справ ці території було поділено на 3 області:
- Бітолська область
- Скоп'єнська область
- Біломорська область, з центром в місті Ксанті

24 липня 1941 року було створено Русенську область з центром в місті Русе.

### Адміністративний поділ у 1944—1949 роках
- У 1944 році Болгарію було поділено на 10 областей: Горноджумайську, Софійську, Пловдивську, Старозагорську, Бургаську, Варненську, Шуменську, Русенську, Плевенську та Врачанську.
- У 1945 році Шуманська область була об'єднана з Варненською областю.
- У 1947 році в Народній Республіці Болгарія було ліквідовано поділ на області, і країна була поділена на 102 округи.

### Округи (1949—1959)
Згідно з Указом № 794 від 24 вересня 1949 р. країна була поділена на 14 округів, які в свою чергу складалися зі 101 повіту та 1 столичне місто (Софія)
1. Округи Болгарії у 1949—1959 рр.Місто Софія
2. Софійський округ
3. Горноджумайський округ
4. Пловдивський округ
5. Старозагорський округ
6. Хасковський округ
7. Ямболський округ
8. Бургаський округ
9. Варненський округ
10. Шуменський округ
11. Русенський окург
12. Горнооряховський округ
13. Плевенський округ
14. Врачанський округ
15. Видинський округ

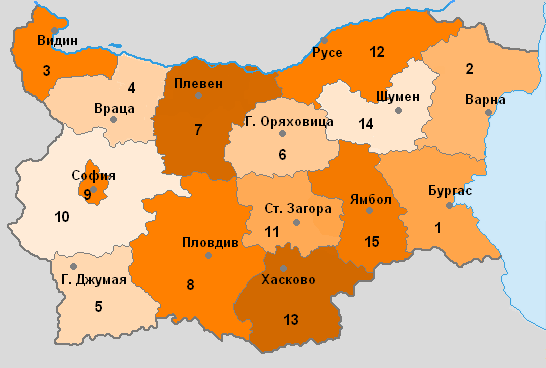
Округи Болгарії у 1949—1959 рр.

У 1950-х роках було ліквідовано Ямбольський округ і його територія була поділена між Старозагорським і Бургаським округом, Відінський округ було приєднано до Врачанського, на місці Горнооряховського округу було утворено новий округ з центром в Тирново.

### Округи НРБ у 1959—1987рр.
Згідно указу № 29 від 22 січня 1959 року Народну Республіку Болгарія було поділено на 28 округів, які повністю ідентичні нинішнім областям.
1. Благоєвградский округ
2. Бургаський округ
3. Варненський округ
4. Округи Болгарії у 1959—1987 рр.Видинський округ
5. Врачанський округ
6. Габровський округ
7. Димитровський (з 1962 р. — Перницький) округ

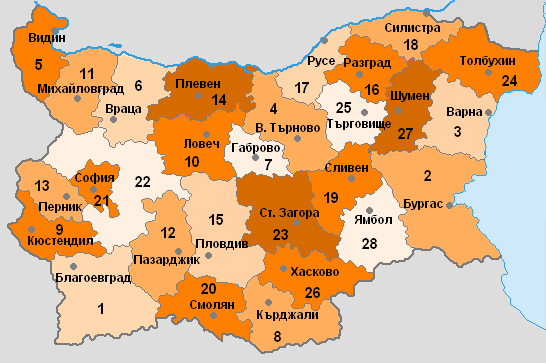
Округи Болгарії у 1959—1987 рр.

8. Коларовградський (з 1965 р. — Шуменський) округ;
9. Кирджалійський округ
10. Кюстендильський округ
11. Ловецький округ
12. Михайловградський округ
13. Пазарджицький округ
14. Плевенський округ
15. Пловдивський округ
16. Разградський округ
17. Русенський округ
18. Силістренський округ
19. Слівенський округ
20. Смолянський округ
21. Місто Софія
22. Софійський округ
23. Старозагорський округ
24. Толбухінський округ
25. Тирговиштський округ
26. Тирновський (з 1965 р. — Великотирновський) округ
27. Хасковський округ
28. Ямбольський округ

### Області Болгарії у 1987—1998 роках
В період з 18 серпня 1987 по 1 січня 1999 рік Болгарія складалася з дев'яти провінцій (областей)

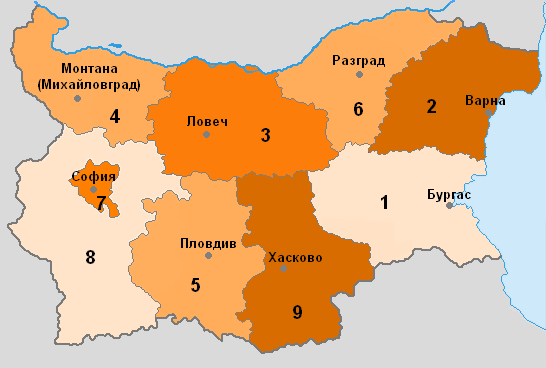
Області Болгарії у 1987—1998 рр.

1. Області Болгарії у 1987—1998 рр.Бургаська область — колишні округи Бургас, Слівен, Ямбол
2. Варненська область — колишні округи Варна, Добрич (до 1990 р. — Толбухін), Шумен
3. Ловецька область — колишні округи Габрово, Ловеч, Плевен, Велико-Тирново
4. Михайловградська область (з 1993 — Монтанська), — колишні округи Михайловград (з 1993 — Монтана), Відін, Враца
5. Пловдивська область — колишні округи Пазарджик, Пловдив, Смолян
6. Разградська область — колишні округи Разград, Русе, Сілістра, Тирговище; з 1990 р. Русенська область, з центром в Русе
7. місто Софія, — колишній столичний округ
8. Софійська область — колишні округи Благоєвград, Кюстенділ, Перник, Софія
9. Хасковська область — колишні округи Кирджалі, Стара Загора, Хасково

## Сучасний адміністративно-територіальний поділ
З 1999 року, складається з двадцяти восьми областей. Всі беруть свої назви із своїх обласних центрів:
| - Благоєвград - Бургас - Добрич - Габрово - Хаськово - Кирджалі - Кюстенділ - Ловеч - Монтана - Пазарджик - Перник - Плевен - Пловдив - Разград | - Русе - Шумен - Сілістра - Сливен - Смолян - Софія - Софійська область - Стара Загора - Тирговиште - Варна - Велико-Тирново - Видин - Враца - Ямбол |

Області поділяються на 265 громад (муніципалітетів, болг. община).
| Регіон                      | Область | Населення 2005                                      | Площа км²                               | Щільність населення                     | Райони                  |
| --------------------------- | --- | --------------------------------------------------- | --------------------------------------- | --------------------------------------- | ----------------------- |
| Північно-західний регіон    | - Видинська область - Врачанська область - Ловецька область - Монтанська область - Плевенська область             | - 117,809 - 209,124 - 159,214 - 166,775 - 305,025   | - 3,071 - 4,098 - 4,134 - 3,595 - 4,216 | - 39.11 - 51.89 - 38.99 - 47.35 - 73.64 | - 11 - 10 - 8 - 11 - 11 |
| Північно-центральний регіон | - Великотирновська область - Габровська область - Разградська область - Русенська область - Тирговиштська область | - 283,599 - 135,780 - 140,743 - 256,835 - 136,806   | - 4,684 - 2,053 - 2,648 - 2,616 - 2,735 | - 60.99 - 66.96 - 53.15 - 99.07 - 50.02 | - 10 - 4 - 7 - 8 - 5    |
| Північно-східний регіон     | - Варненська область - Добрицька область - Силістринська область - Шуменська область                              | - 457,922 - 206,893 - 135,701 - 199,577             | - 3,819 - 4,700 - 2,862 - 3,365         | - 120 - 44.02 - 47.41 - 59.31           | - 12 - 8 - 7 - 10       |
| Південно-західний регіон    | - Благоєвградська область - Кюстендильська область - Перницька область - Софійська область - Міська область Софія | - 334,907 - 154,468 - 142,251 - 262,032 - 1,231,622 | - 6,478 - 3,027 - 2,377 - 7,277 - 1,349 | - 51.70 - 51.03 - 59.84 - 36.01 - 913   | - 14 - 9 - 6 - 22 - 24  |
| Південно-центральний регіон | - Кирджалійська область - Пазарджицька область - Пловдивська область - Смолянська область - Хасковська область    | - 159,878 - 300,092 - 707,570 - 133,015 - 268,335   | - 4,032 - 4,393 - 5,973 - 3,532 - 4,033 | - 39.65 - 68.31 - 118 - 37.66 - 66.53   | - 6 - 11 - 18 - 10 - 11 |
| Південно-східний регіон     | - Бургаська область - Сливенська область - Старозагорська область - Ямбольська область                            | - 418,925 - 211,005 - 362,090 - 147,906             | - 7,618 - 3,646 - 4,959 - 4,209         | - 55.00 - 47.41 - 73.02 - 35.14         | - 13 - 4 - 11 - 5       |